# 延命寺 (小平市)
延命寺（えんめいじ）は、東京都小平市にある真言宗豊山派の寺院。

## 歴史
創建年代は不明である。当初は現在の武蔵村山市中藤にある真福寺の塔頭であった。
当地は、かつて「野中新田」と呼ばれており、新田開発のときから寺院創建を希望していた。しかし当時の幕府は寺院創建を制限していたことから、「中藤の延命寺の移転」という体裁で、1733年（享保18年）に創建したという。
かつての本堂は創建以来のもので、老朽化が甚だしかったため、1955年（昭和30年）に新築された。

## 交通アクセス
- 路線バス熊野宮前停留所より徒歩9分。